# Haenel RS9
Haenel RS9 — снайперская винтовка с продольно-скользящим затвором, производимая немецкой оружейной компанией CG Haenel. Данная снайперская винтовка принята на вооружении Бундесвера под индексом G29, а также в Kommando Spezialkräfte и Kommando Spezialkräfte Marine, где она постепенно заменяет британские винтовки AWM.

## История
Заказ на снайперскую винтовку средней дальности был выставлен Бундесвером на тендер в 2014 году. Требовалось «снайперское оружие средней дальности, состоящее из винтовки, прицельных приспособлений, аксессуаров и боеприпасов» в виде винтовки с продольно-скользящим затвором под калибр .338 Lapua Magnum.
В служебном описании предусматривалось «использование в районах с климатическими категориями A1-3, B1-3 и C0-2 по STANAG 4370 без ограничения функциональности» и «адаптируемость к приборам ночного видения , представленным в Бундесвере», изменение калибра путем замены стволов не входило в служебных требованиях. Помимо Haenel, в шорт-лист попала компания Unique Alpine с их винтовкой TPG-3 A4. Компания Haenel получила контракт в феврале 2016 года и с тех пор поставляет винтовки RS9 под обозначением G29. Первый лот включает 115 единиц оружия.

## Операторы
- Германия: Бундесвер, спецподразделения Kommando Spezialkräfte и Kommando Spezialkräfte Marine